# Мишковський Євген Васильович
Євге́н Васи́льович Мишко́вський (інколи Мєшковський; 13 лютого 1882, м. Київ, — 6 липня 1920, м. Тернопіль) — український військовий, керівник генерального штабу Армії УНР.

## Життєпис
Народився 13 лютого 1882 року в м. Київ. Існують дані, що він народився в селі Богдани Золотоніського повіту (нині Золотоніського району). Походив з козацько-старшинського роду на Полтавщині.
1897 року з відзнакою закінчує Переяславське духовне училище. Полтавську семінарію по двох роках залишив добровільно і у січні 1901 пішов на службу до 174-го Роменського піхотного полку. У Полтавській духовній семінарії вчився майже водночас із Симоном Петлюрою. 1902 року поступив до Чугуївського піхотного юнкерського училища. У квітні 1905 підпоручик Мишковський направлений до 198-го піхотного резервного Олександро-Невського полку, керує навчальною командою. Закінчив з відзнакою офіцерську школу в Петербурзі — у червні 1912. Восени 1908 року одружився з Лізою (Єлизаветою) Веселовською, дочкою відомого українського філолога, академіка Петербурзької академії наук, дійсного статського радника Олександра Веселовського, також родом із Полтавщини (його діди козакували на Запорозькій Січі).

### Перша Світова війна
Мишковський здобув освіту в Миколаївській академії Генерального штабу, отримав звання штабс-капітана і першу офіцерську нагороду — орден св. Станіслава III ступеня. Коли в серпні 1914 р. вибухнула Перша світова війна, Мишковський подав рапорт, щоб його взяли на фронт в Україну. В листопаді 1914 р. його відрядили в піхотну дивізію армії генерала Олексія Брусилова. Його дружина Ліза, закінчивши курси медсестер, виїхала в Україну разом зі своїм чоловіком і влаштувалася в дивізійний польовий госпіталь. В листопаді 1914 за виняткову мужність нагороджений орденом Святого Георгія, у лютому 1915 — орденом Святого Володимира 4-го ступеня з мечами і бантом. В листопаді 1915 р. старший ад'ютант штабу 1-ї Фінляндської стрілецької дивізії Мишковський нагороджений Георгіївською зброєю.
Улітку 1915 року дивізія Мишковського стояла над річкою Стрипою на Поділлі. Їй протистояв полк Українських січових стрільців, з якими згодом Мишковському довелося захищати Україну від більшовицької навали. З червня до вересня 1916 р. Мишковський — штаб-старшина для доручень штабу 32-го армійського корпусу. 15 серпня підвищений до звання підполковника, недовго по тому призначений начальником штабу зв'язку 11-ї армії. Наприкінці 1916 року Мишковського відкликали в Петроград, тут він зустрів Лютневий переворот. За свідченнями Єлизавети, натовп п'яних матросів оточив готель «Асторія» і витяг подружжя на вулицю. З Євгена зірвали погони, відібрали револьвер, намагалися забрати також Георгіївську шаблю — нагороду за хоробрість, але він її не віддав. П'яні анархісти хотіли їх розстріляти з іншими генералами, яких заарештували в тому ж готелі, однак доля уберегла їх: усіх відвели до Таврійського палацу, де розміщувався штаб Олександра Керенського. При Тимчасовому уряді з березня по вересень 1917 р. очолював штаб 105-ї піхотної дивізії. У вересні 1917 р. Мишковський уже в ранзі полковника повернувся на Волинь, на посаді начальника штабу 1-ї Туркестанської стрілецької дивізії. Ліза знову працює у військовому шпиталі. У лютому працює помічником Волинського губернського комісара.
Російська армія розвалювалася. Під впливом більшовицької пропаганди солдати бунтували. Згадуючи ці часи, відомий письменник Євген Маланюк, який служив разом із Мишковським, писав: «Євген Мишковський, його дружина та кілька старшин були як самотній острів серед бурхливого моря туляків, москвинів, киргизів, туркменів, сартів, татар та інших. І тільки Мишковський зумів приборкати роз'юшені солдатські маси й організовано привести дивізію до Києва, де її остаточно розформували».

### Перші Визвольні Змагання

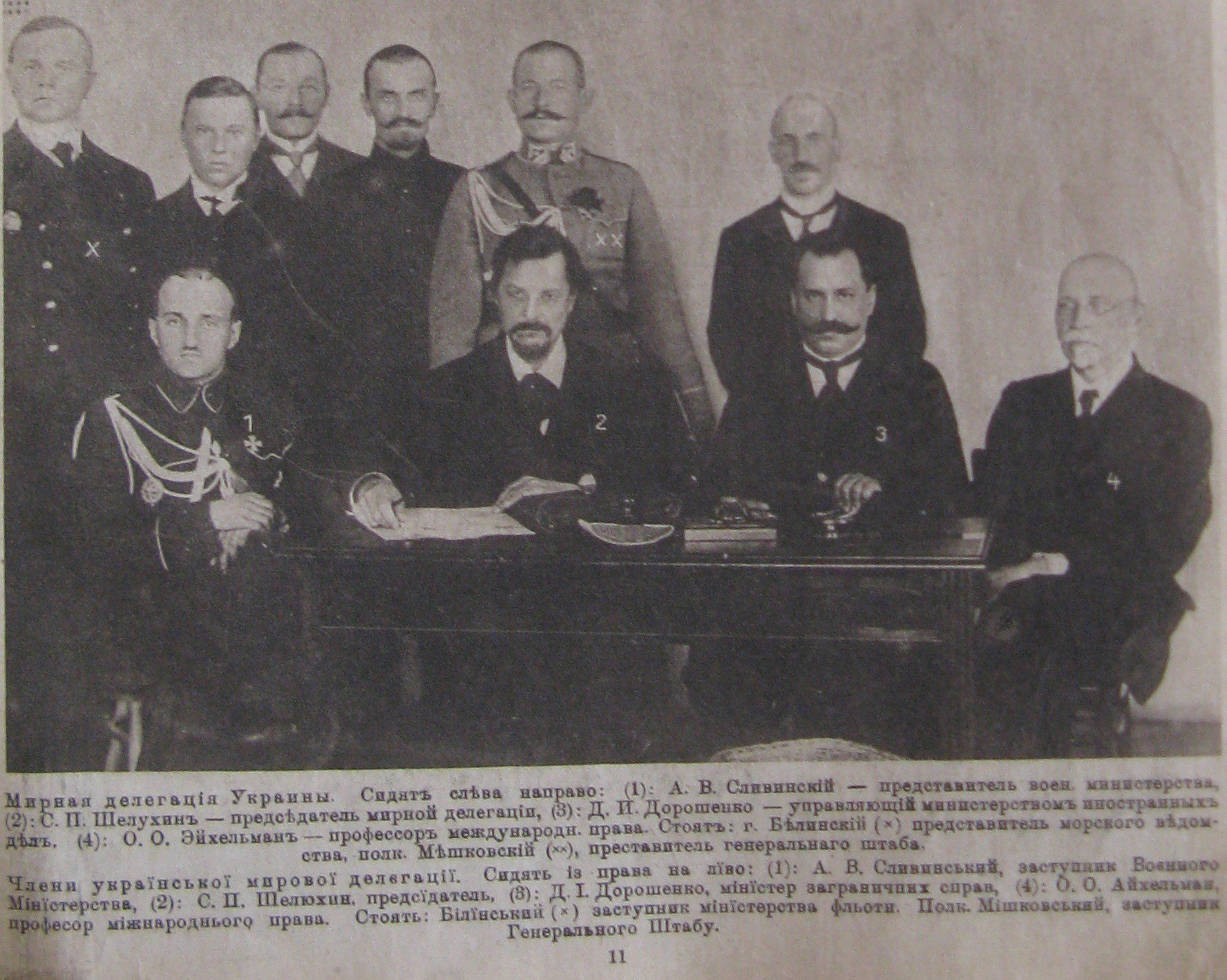
Члени делегації Української Держави на переговорах з РРФСР. Сидять зліва направо: Олександр Сливинський, Сергій Шелухін, Дмитро Дорошенко, Отто Ейхельман, стоять : 1-й зліва Михайло Білинський, 5-й зліва Євген Мишковський

Під час перебування подружжя Мишковських у Києві Центральна Рада своїм Четвертим Універсалом від 22 січня 1918 року проголосила незалежність України і розгорнула розбудову української армії. Полковник Мишковський з 10 березня 1918 року працював в українському Генеральному штабі в Києві; читав лекції з політичної географії в Інституті Близького Сходу. Разом з начальником Генерального штабу полковником Олександром Сливинським та мічманом Михайлом Білинським у складі очолюваної Сергієм Шелухиним української делегації був на перемовинах з Раднаркомом. Різко негативно ставився до приватних охоронних загонів та каральних експедицій, про що 9 вересня написав доповідну Генштабу. Залишився він в штабі і після гетьманського перевороту. Дружина працювала у військовій лікарні. Після початку протигетьманського повстання вирушив до Одеси, у Фастові заарештований. Під час антигетьманського повстання полковника Мишковського та генерала Омеляновича-Павленка арештували повстанці. На прохання військового міністра Західно-Української Республіки полковника Дмитра Вітовського, головний отаман Симон Петлюра відряджає 40-річного генерала Омеляновича-Павленка в Галичину, де його призначають командувачем армії ЗУНР. Євгена Мишковського 10 грудня — на посаду начальника штабу цієї ж армії. Через декілька днів командарм Омелянович-Павленко захворів, УГА фактично керує Мишковський. Під безпосереднім керівництвом нового командування у грудні-січні проведено корінну реорганізацію війська, створено, по суті, нову Українську галицьку армію з чіткою структурою; в її основу покладено три корпуси, до складу яких входили чотири піхотні бригади.
26 лютого 1919 р. Мишковського призначили начальником штабу східного фронту. Разом із ним у штабних вагонах або санітарних поїздах переїздила його вірна дружина Єлисавета. Після поразки під Вінницею і Жмеринкою Південний фронт перестав існувати як фактична бойова одиниця. В тій отаманській сутолоці Волох 21 березня під дулами гвинтівок гайдамаків пропонує старшинам підписати відозву про визнання радянської влади. Не підписали Мишковський і М. Воскобійник. Сили, що їм підпорядковувалися, обстріляли 29 березня позиції волохівців, щоб зірвати перемовини з червоноармійцями. В терміновому порядку відбуває в Румунію для переговорів щодо проходу частин УНР її територією. 14 квітня отримано дозвіл на евакуацію до Бессарабії. Проте за кордоном очікувала неприємна несподіванка — румуни, посилаючись на польську ноту, роззброюють українські частини. Недовго по тому українці без зброї повернулися на батьківщину, Мишковський лишився на перемовинах щодо повернення озброєння; призначений військовим представником УНР в Румунії. В кінці липня 1919 Дієвою Армією УНР керує Василь Тютюнник; Волинською групою керує Віктор Осмоловський, Мишковський прийняв командування штабом групи. 22 вересня підпорядковані йому частини вибили білогвардійців з Саврані та Кам"януватої. 20 листопада стає начальником штабу Дієвої Армії УНР. На початку грудня 1919 р. Мишковський захворів на тиф, і його з іншими тяжкохворими вивезли в Рівне, зайняте поляками, з якими Петлюра уклав військовий союз. Разом з ним у цій лікарні лікувалися від тифу і Василь Тютюнник та полковник Андрій Мельник.
Після одужання повернувся до української армії на посаду начальника мобілізаційної управи Генерального штабу УНР. У лютому 1920 р. Петлюра викликав Мишковського до Варшави і, після відповідного інструктажу, відрядив його до Кременця, щоб він сформував генеральний штаб нової Української армії УНР, яка спільно з польськими військами мала виступити проти більшовиків. Мишковський отримав ранг першого генерал-квартирмейстера генштабу.

## Загибель

Могила керівника генерального штабу армії УНР Євгена Мишковського в Тернополі

На початку липня 1920 р. головний отаман Симон Петлюра та Генеральний штаб армії УНР розташувались у Проскурові. 5 липня кіннота Будьонного прорвала фронт, і виникла загроза оточення Проскурова. Полковник Мишковський наказав евакуювати штаб армії. Як згадував генерал Микола Капустянський, в першу чергу — потяг головного отамана, якому пощастило проскочити через найбільш загрозливий Чорний Острів. Сам полковник залишив місто в останньому ешелоні. Уранці 6 липня зав'язався запеклий бій. Пізніше у своїх спогадах пані Єлисавета писала: «Залишивши при потязі підполковника Чаганівського, полковник Мишковський із гвинтівкою в руках на чолі своєї лави став наступати на головні ворожі сили. Сильним вогнем із гвинтівок примусив більшовицьку кінноту відступити, переслідував їх, аж поки не впав, поранений у стегно і руку». З поля бою його виніс сотник Андрій Чистосердов.
Першу медичну допомогу надала йому Єлисавета. У місті Волочиськ, до якого було близько одного кілометра, чекав на них потяг, присланий генералом Роммером, командиром 6-ї польської армії. Як згадував генерал Капустянський, «пораненого полковника поклали на залізничну дрезину, і пані Мишковська за допомогою двох козаків потягла його по рейках. Залізничну колію видно як на долоні — обстріл триває далі. Козаки лишають дрезину та ховаються від куль за залізничним насипом. Бідолашна пані Мишковська перевтомлена, в тяжкій розпуці тягне далі дрезину. Не раз і не двічі зупинялась, її серце ось-ось розірветься від напруження, але треба рятувати коханого чоловіка, бо буде запізно…» Полковника доставили до лікарні в Тернополі аж через три дні. Консиліум хірургів вирішив негайно ампутувати ногу, однак це не врятувало полковника від смерті.
Поховали Мишковського на Микулинецькому цвинтарі Тернополя. Симон Петлюра присвоїв йому посмертно звання генерал-хорунжого.

## Вшанування пам'яті
```
28 травня 2011 року в 
мікрорайоні Оболонь
 відкрито пам'ятник «Старшинам Армії УНР
 
— уродженцям Києва». Пам'ятник являє собою збільшену копію 
ордена «Хрест Симона Петлюри»
. Більш ніж двометровий «Хрест Симона Петлюри» встановлений на постаменті, на якому з чотирьох сторін світу закріплені меморіальні дошки з іменами 34 старшин 
Армії УНР
 та Української Держави, які були уродженцями Києва (імена яких вдалося встановити історикам). Серед імен згаданий і Євген Мишковський.
```

19 травня 2023 року Полтавська міська рада перейменувала вулицю Куликова на вулицю Євгена Мишковського.

## Зауваги
1. ↑  Полтавська губернія → Литвин М. Р., Науменко К. Є. «Збройні сили України першої половини XX ст. Генерали і адмірали»; Военный орден святого великомученика и победоносца Георгия. Биобиблиографический справочник» РГВИА. - М., 2004. (рос.)